# DDR-Meisterschaften im Eisschnelllaufen 1975

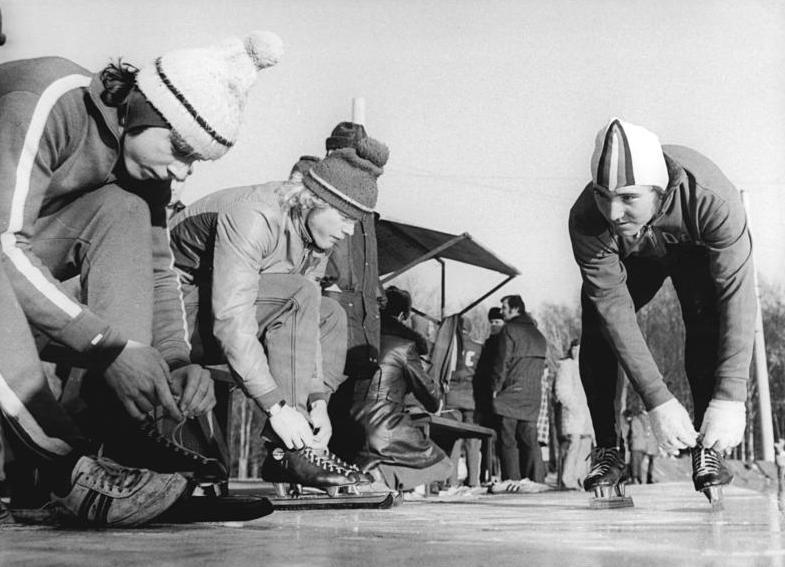
Harald Oehme, Andreas Fischer und Manfred Winter bei Startvorbereitungen für den zweiten Wettkampftag der DDR-Mehrkampf-Meisterschaften.

Die DDR-Meisterschaften im Eisschnelllaufen 1975 wurden im Sprint-Mehrkampf im Sportforum Hohenschönhausen in Berlin und im Großen Mehrkampf im Karl-Marx-Städtischen Eisstadion im Küchwald ausgetragen. Beide Meisterschaften fanden bereits im Dezember des Vorjahres statt. Auf den Einzelstrecken wurden in diesem Jahr keine Meister ermittelt. Harald Oehme und Heike Lange konnten sich in beiden Wettbewerben durchsetzen und schafften damit das Double.

## Meister
| Distanz          | Männer       | Verein     | Frauen      | Verein           |
| ---------------- | ------------ | ---------- | ----------- | ---------------- |
| Sprint-Mehrkampf | Harald Oehme | TSC Berlin | Heike Lange | SC Dynamo Berlin |
|                  |              |            |             |                  |
| Großer Mehrkampf | Harald Oehme | TSC Berlin | Heike Lange | SC Dynamo Berlin |

## Sprint-Mehrkampf-Meisterschaften
Termin: 27.–28. Dezember 1974

### Männer
| Pl. | Name             | Verein             | Punkte  |
| --- | ---------------- | ------------------ | ------- |
| 1   | Harald Oehme     | TSC Berlin         | 173,515 |
| 2   | Michael Brychcy  | SC Dynamo Berlin   | 175,915 |
| 3   | Andreas Fischer  | SC Einheit Dresden | 177,215 |
| 4   | Klaus Wunderlich | TSC Berlin         | 177,280 |
| 5   | Dieter Jander    | SC Turbine Erfurt  | 178,480 |
| 6   | Steffen Hofmann  | SC Einheit Dresden | 180,360 |

### Frauen
| Pl. | Name            | Verein             | Punkte  |
| --- | --------------- | ------------------ | ------- |
| 1   | Heike Lange     | SC Dynamo Berlin   | 191,670 |
| 2   | Karin Kessow    | SC Dynamo Berlin   | 191,920 |
| 3   | Ute Dix         | SC Karl-Marx-Stadt | 196,045 |
| 4   | Monika Zernicek | SC Dynamo Berlin   | 196,290 |
| 5   | Katrin Lorenz   | SC Karl-Marx-Stadt | 201,785 |
| 6   | Cornelia Jacob  | TSC Berlin         | 202,565 |

## Großer Mehrkampf-Meisterschaften

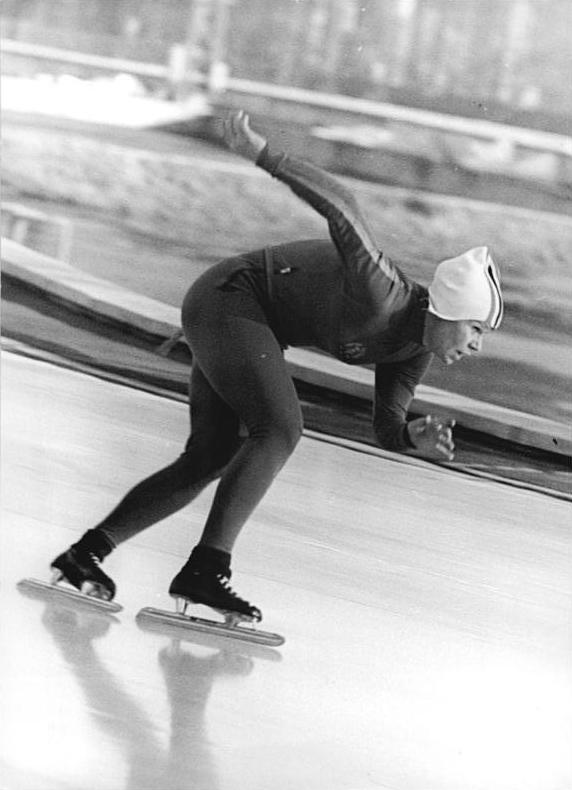
Die neue Mehrkampf-Meisterin Heike Lange am 1. Wettkampftag über 1.000 m.

Termin: 20.–21. Dezember 1974

### Männer
| Pl. | Name             | Verein             | Punkte  |
| --- | ---------------- | ------------------ | ------- |
| 1   | Harald Oehme     | TSC Berlin         | 180,387 |
| 2   | Manfred Winter   | SC Karl-Marx-Stadt | 181,735 |
| 3   | Klaus Wunderlich | TSC Berlin         | 182,539 |
| 4   | Andreas Fischer  | SC Einheit Dresden | 183,589 |
| 5   | Jürgen Warnicke  | SC Dynamo Berlin   | 188,131 |
| 6   | André Fritzsche  | SC Karl-Marx-Stadt | 188,853 |

### Frauen
| Pl. | Name            | Verein             | Punkte  |
| --- | --------------- | ------------------ | ------- |
| 1   | Heike Lange     | SC Dynamo Berlin   | 188,468 |
| 2   | Monika Zernicek | SC Dynamo Berlin   | 188,537 |
| 3   | Karin Kessow    | SC Dynamo Berlin   | 189,216 |
| 4   | Ines Bautzmann  | SC Einheit Dresden | 194,059 |
| 5   | Katrin Lorenz   | SC Karl-Marx-Stadt | 198,263 |
| 6   | Ingrid Spitzer  | SC Karl-Marx-Stadt | 198,472 |

## Medaillenspiegel
| Platz | Verein | Verein             | Gold | Silber | Bronze | Total |
| ----- | ------ | ------------------ | ---- | ------ | ------ | ----- |
| 1     |        | SC Dynamo Berlin   | 2    | 3      | 1      | 6     |
| 2     |        | TSC Berlin         | 2    | –      | 1      | 3     |
| 3     |        | SC Karl-Marx-Stadt | –    | 1      | 1      | 2     |
| 4     |        | SC Einheit Dresden | –    | –      | 1      | 1     |
|       | Total  | Total              | 4    | 4      | 4      | 12    |